# Amerus
Amerus, también conocido como Aluredus, Annuerus, Aumerus, fue un teórico musical inglés del siglo XIII que vivió en Italia.

## Vida
Trabajó para el cardenal Ottobuono de Fieschi, que más tarde fue el Papa Adriano V.

## Obra
Su único trabajo conocido es Practica artis musicae. Este tratado fue elaborado por Amerus durante el tiempo que permaneció al servicio de Ottobuono de Fieschi. Se cree que escribió esta obra en 1271 en Viterbo, donde se celebró el cónclave papal.
Practica artis musicae es un tratado de instrucción para muchachos, que explica los sistemas de notación musical de aquella época. El núcleo del trabajo es la explicación del sistema modal que era utilizado en las iglesias francesas, inglesas e italianas; y también habla de la composición de polifonía. Se considera que es el primer tratado conservado de Italia que utiliza notación mensural. Amerus habla acerca de figuras musicales como la longa, la brevis y la semibrevis, agrupándolas en grupos de dos (más que de tres). La obra se ha conservado en el Codex Bamberg, entre otros.